# Foetidia dracaenoides
Espèce
Statut de conservation UICN

 EN B1ab(iii,v)+2ab(iii,v) : En danger
Foetidia dracaenoides est une espèce de plante à fleurs de la famille des Lecythidaceae.

## Répartition et habitat
Cette espèce est endémique de la province d'Antsiranana à Madagascar où elle est présente du niveau de la mer à 500 m d'altitude.